# مدرج تينجلي
مدرج تينجلي (بالإنجليزية: Tingley Coliseum) هي ساحة متعددة الأغراض تتسع لـ11،571 مقعدًا وتقع في ألباكركي، نيو مكسيكو، الولايات المتحدة.